# Monobromamin
Monobromamin ist eine anorganische Verbindung, die sich aus einer Aminogruppe und einem Bromatom zusammensetzt, also ein Derivat des Ammoniaks, bei dem ein Wasserstoffatom durch Brom ersetzt ist.

## Herstellung
Die Herstellung von Monobromamin ist durch Reaktion von elementarem Brom mit überschüssigem Ammoniak in Diethylether unter Kühlung mit Trockeneis möglich. Grundsätzlich kann dabei auch Dibromamin entstehen, jedoch wird durch Zugabe von etwas Cyclohexan direkt nach Mischen der Reagenzien ein weitgehend reines Produkt erhalten. Die Bildung von Monobromamin, Dibromamin und Tribromamin kann in einer solchen Reaktion auch durch Die Mengenverhältnisse von Ammoniak und Brom sowie den pH-Wert gesteuert werden. Eine andere Methode ist die tropfenweise Zugabe von hypobromiger Säure zu einer Lösung von Ammoniumchlorid, wobei letzteres in deutlichem Überschuss eingesetzt wird. Auch die Elektrolyse einer wässrigen Lösung von Ammoniak und Brom ergibt unter geeigneten Bedingungen Monobromamin.

## Reaktionen
Monobromamin reagiert mit Grignard-Verbindungen unter Bildung primärer Amine, jedoch in schlechteren Ausbeuten als Monochloramin, da zusätzlich Stickstoff als Nebenprodukt anfällt. Je nach genauem Reaktionspartner sind die Ausbeuten sehr unterschiedlich, die beste Ausbeute mit über 60 % wurde bei Benzylmagnesiumchlorid erzielt. Vergleichsweise gute Ausbeuten zwischen 29 und 46 % ergaben außerdem Butylmagnesiumchlorid, sec-Butylmagnesiumchlorid, tert-Butylmagnesiumchlorid und Phenethylmagnesiumchlorid. Brom- oder iodbasierte Grignard-Verbindungen wie Butylmagnesiumbromid, Butylmagnesiumiodid, tert-Butylmagnesiumbromid oder tert-Butylmagnesiumiodid liefern deutlich geringere Ausbeuten an Amin, ebenso Phenylmagnesiumchlorid.